# Kertayu
Kertayu is een bestuurslaag in het regentschap Musi Banyuasin van de provincie Zuid-Sumatra, Indonesië. Kertayu telt 2839 inwoners (volkstelling 2010).